# Lo Castell (Faidella)
Lo Castell, és un paratge del terme municipal d'Abella de la Conca, al Pallars Jussà.
Està situat a ran de la carretera L-511 just a l'orient del Coll de Faidella. És el coster situat al nord-est de la cruïlla d'on arrenca cap al sud-est el Camí de la Rua.